# Federazione di baseball della Giamaica
La Federazione giamaicana di baseball (eng. Jamaica Baseball Association) è un'organizzazione fondata per governare la pratica del baseball e del softball in Giamaica.
Organizza il campionato maschile e di softball femminile, e pone sotto la propria egida la nazionale maschile e di softball femminile.